# 존 보예가
존 보예가(John Boyega, 1992년 3월 17일 ~ )는 나이지리아계 영국인 배우이다. 2011년 SF 영화 《어택 더 블록》으로 데뷔하였고, 스타워즈 에피소드 7 《스타워즈: 깨어난 포스》에서 남자 주인공 핀 역으로 캐스팅되어 유명해졌다.
이외에도 가상 역사 드라마인 《태양은 노랗게 타오른다》(2013)와, TV 시리즈인 《24 리브 어나더 데이》와 드라마 《임페리얼 드림즈》(2014)의 네 편에서 참여했다.

## 어린 시절
1992년 3월 17일 영국 런던 펙햄에서 나이지리아 이민자 부부인 아비게일과 샘슨의 아들로 태어났다. 아버지는 선교사이고 어머니는 평범한 노동자였다. 그가 연기한 최초의 역할은 초등학교 교내 연극의 표범이었다.
보예가는 올리버 골드 스미스 초등학교의 학생이었다. 9세 때 연극 공연을 하는 동안, 런던 남부의 젊은이를 위한 펙햄 극장의 테레사 얼리 예술감독 눈에 들어 재정 지원을 받아가며 9살 때부터 14살 때까지 방과후, 주말까지 매일 매 시간을 연기 연습을 하며 보냈다. 보예가의 아버지는 그 또한 선교사가 되기를 희망했으나, 아들의 꿈을 지웠해줬다.
보예가는 2003년 웨스트민스터 시티 스쿨에 입학하여 중등 교육을 시작했고, 다양한 학교 프로덕션에 참여했다. 2008년과 2010년 사이에는 원즈워스 구에 위치한 사우스 템즈 칼리지에서 공연 예술을 전공했다. 그는 대학에서 《오셀로》를 제작하는 등의 활동을 했다. 그는 그리니치 대학에 입학하여 BA 필름 스터디 및 미디어 작문(BA Film Studies & Media Writing)을 공부했으며, 이후 연기 경력에 중점을 두기 위해 학교를 중퇴했다.

## 경력

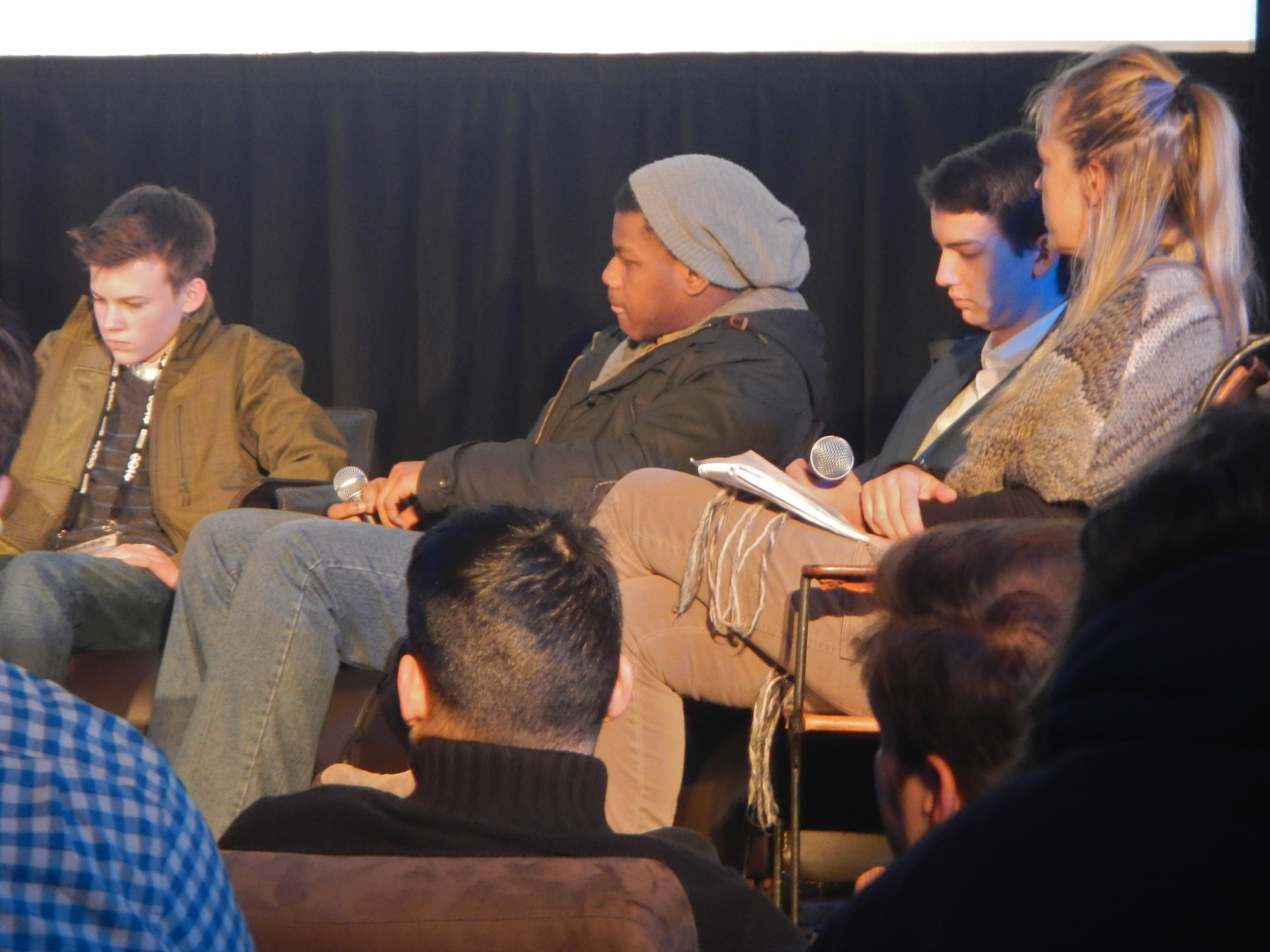
2014년 선댄스 영화제에서의 존 보예가(왼쪽에서 두 번째)

보예가는 해크니 구의 아이덴티티 연기 학교(Identity School of Acting)에서 교육을 받았으며, 2011년 영화 《어택 더 블록》에 참여하여 여러 신인상 후보에 올라 얼굴을 알리기 이전, 로열 내셔널 시어터의 《식스 파티스》와 트리사이클 극장의 《카테고리 B》에 출연했다.
2011년 9월, HBO는 보예가가 마이크 타이슨의 삶을 기반으로 각색한 권투 드라마 《다 브릭》의 파일럿에 캐스팅되었다고 발표했다. 보예가는 그의 18번째 생일에 소년 수용소에서 풀려나고, 남자가 된다는 것이 무엇인지를 알아내는 도니라는 캐릭터를 분했다. 파일럿 에피소드는 존 리들리가 썼으나, HBO가 선정하지 않아 이에 그쳤다. 같은 해에 영화 《정크하트》에서는 총과 약을 파는 마약 딜러를 연기했다. 보예가는 스크린 인터네셔널의 피오뉴갈라 홀리건이 뽑은 "다음날의 2011년 영국 스타" 중 한명으로 선정되었으며, 2011년 7월호 잡지의 표지에 다른 두 명의 배우와 함께 등장했다.
2012년 3월, 보예가는 치마만다 응고지 아디치에의 저서 《태양은 노랗게 타오른다》를 영화화한 작품에 캐스팅되었고, 교수 오데니그보(치웨텔 에지오포)의 집안 하인 역을 맡았다.
2014년 4월 29일, 보예가가 《스타워즈: 깨어난 포스》에서 주인공으로 캐스팅된 것이 확인되었다. 보예가는 퍼스트 오더의 스톰트루퍼이나, 첫 전투에서 잔혹함을 목격한 뒤 그들에게 맞서기로 결정한 핀 역을 맡았다. 영화는 2015년 12월 18일에 공개되었으며, 영화와 보예가의 연기 둘 다 관객과 비평로부터 찬사를 받았다.
2016년 1월, 보예가는 자신의 제작사인 어퍼룸 엔터테인먼트 리미티드(Upperroom Entertainment Limited)를 설립했다. 2016년 6월에는 레전더리 엔터테인먼트와 함께 《퍼시픽 림: 메일스트롬》을 공동 제작할 것이라고 발표했다. 보예가는 프로젝트에서 주역을 맡게 된다. 6월, 보예가는 1967년 디트로이트 폭동에 관한 캐스린 비글로의 향후 프로젝트에 출연할 것이라고 발표했다.

## 출연작 목록

### 영화
| 연도 | 제목                             | 원제                             | 배역              | 비고 |
| ---- | -------------------------------- | -------------------------------- | ----------------- | ---- |
| 2011 | 어택 더 블록                     | Attack the Block                 | 모지스            |      |
| 2011 | 정크하츠                         | Junkhearts                       | 자말              |      |
| 2013 | 태양은 노랗게 타오른다           | Half of a Yellow Sun             | 우구              |      |
| 2014 | 임페리얼 드림                    | Imperial Dreams                  | 밤비              |      |
| 2015 | 스타워즈: 깨어난 포스            | Star Wars: The Force Awakens     | 핀                |      |
| 2017 | 더 서클                          | The Circle                       | 타이              |      |
| 2017 | 디트로이트                       | Detroit                          | 멜빈 디스뮤크스   |      |
| 2017 | 스타워즈: 라스트 제다이          | Star Wars: The Last Jedi         | 핀                |      |
| 2018 | 퍼시픽 림: 업라이징              | Pacific Rim: Uprising            | 제이크 펜테코스트 |      |
| 2019 | 스타워즈: 라이즈 오브 스카이워커 | Star Wars: The Rise of Skywalker | 핀                |      |
| 2021 | 퍼펙트 스틸                      | Naked Singularity                | 카시              |      |
| 2023 | 그들이 타이론을 복제했다         | They Cloned Tyrone               | 폰테인            |      |

### 텔레비전 드라마
| 연도    | 제목                  | 원제                        | 배역                       | 비고                             |
| ------- | --------------------- | --------------------------- | -------------------------- | -------------------------------- |
| 2011    | 다 브릭               | Da Brick                    | 도니                       | 파일럿 에피소드 출연             |
| 2011    | 비커밍 휴먼           | Becoming Human              | 대니 커티스                | 4회분 출연                       |
| 2011    | 로앤오더: UK          | Law & Order: UK             | 자말 클라크슨              | "Survivor's Guilt" 에피소드 출연 |
| 2014    | 24                    | 24: Live Another Day        | 크리스 태너                | 4회분 출연                       |
| 2015    | 메이저 레이저         | Major Lazer                 | 블크므르크트 (목소리 출연) | 10회분 출연                      |
| 2016    | 팅커슈림프와 더치     | Tinkershrimp & Dutch        | 더치 (목소리 출연)         | 5회분 출연                       |
| 2017-18 | 스타워즈: 운명의 포스 | Star Wars Forces of Destiny | 핀 (목소리 출연)           |                                  |
| 2018    | 워터십 다운           | Watership Down              | 빅윅                       |                                  |
| 2020    | 스몰 액스             | Small Axe                   | 리로이 로건                | 제작중                           |